# (1992) Galvarino
(1992) Galvarino est un astéroïde de la ceinture principale découvert le 18 juillet 1968 par Carlos Torres et S. Cofré à la station astronomique du Cerro El Roble, au Chili. Son nom provisoire était 1968 OD.
Il est nommé en hommage à Galvarino, chef des Mapuches.